# Musée Senghor - Fondation Léopold Sédar Senghor
Le musée Léopold Sédar Senghor, ouvert  le 30 novembre 2014, est un musée situé à Dakar sur la corniche ouest, dans la maison de l'ancien président sénégalais Léopold Sédar Senghor.

## Localisation
Cette maison est construite sur un terrain d’environ 8 000 m2 à Fann Résidence, sur la corniche ouest de Dakar.

## Historique
À la fin de sa vie politique, Léopold Sédar Senghor, ancien président de la république du Sénégal, souhaita se faire construire une demeure à Dakar pour y passer sa retraite avec sa femme Colette. Léopold Sédar Senghor y a passé une bonne partie de sa vie avec sa famille entre 1981 et 1992, sa santé ne lui permettant plus de prendre l'avion. Après son décès survenu le 21 décembre 2001, la maison restera fermée pendant des années.

## Réhabilitation
Ce n'est qu'en 2010 que l’État du Sénégal décida ensuite de la racheter pour la réhabiliter et l'aménager en musée à son honneur. Il est inauguré par Macky Sall le 30 novembre 2014 lors du XVe sommet de la francophonie.